# Danrlei
Danrlei de Deus Hinterholz, född den 18 april 1973 i Crissiumal, Brasilien, är en brasiliansk fotbollsspelare. Vid fotbollsturneringen under OS 1996 i Atlanta deltog han i det brasilianska lag som tog brons. 